# Jean Razout
Jean Razout, francoski general, * 1772, † 1820.
1. ↑  podatkovna baza Léonore — ministère de la Culture.